# Rasmus Sterobo
Rasmus Brandstrup Sterobo, né le 11 août 1991, est un coureur cycliste danois.

## Palmarès
- 2011[1]
  - 3e du championnat du Danemark du contre-la-montre par équipes
- 2012
  -  Champion du Danemark du contre-la-montre par équipes
  - 2e du championnat du Danemark du contre-la-montre espoirs
  - 3e du championnat du Danemark sur route espoirs
  - 7e du championnat du monde du contre-la-montre espoirs
  - 7e du championnat d'Europe du contre-la-montre espoirs
- 2013
  - 1re étape de la Course de la Paix espoirs (contre-la-montre)
  - 2e du championnat du Danemark du contre-la-montre par équipes
  - 3e du championnat du Danemark du contre-la-montre
  - 3e du championnat du Danemark du contre-la-montre espoirs
  - 10e du championnat d'Europe du contre-la-montre espoirs